# Forteresse de Lappeenranta
La forteresse de Lappeenranta (en finnois : Lappeenrannan linnoitus) est une forteresse située à Lappeenranta en Finlande.

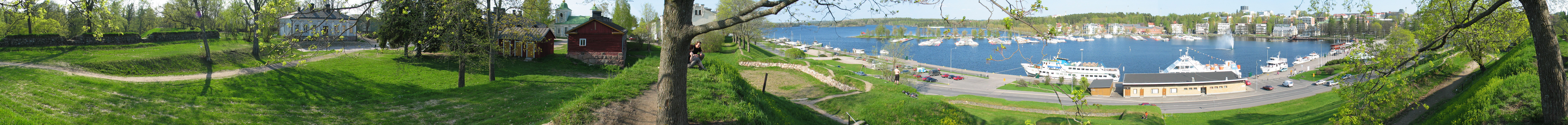
La forteresse

## Histoire

### La période 1649–1740
En 1649, après un voyage à Viipuri, le gouverneur général de Finlande Pierre de Brahé décide de fonder une nouvelle ville à proximité des voies intérieures navigables.
Le plan d'occupation des sols est tracé en 1649 par Erik Nilsson Aspegren.
Le 20 septembre 1652, la Diète de Stockholm décide de donner des droits spéciaux à Lappeenranta.
Erik Nilsson Aspegren remit les droits spéciaux au gouverneur Johan Rosenhan au début de 1653.
À la suite du traité de Nystad, à l'automne 1721 la Suède met en place une commission des frontières dirigée par le général et conseiller d'État Axel Löwen.
En 1722, Axel Löwen installe une petite garnison pour sécuriser le passage de la frontière et le retour des réfugiés.
Axel Löwen, Johan Henrik Frisenheim et Berndt Olof Stackenberg décident alors de fortifier Lappeenranta.
Pour sécuriser le commerce de goudron de Lappeenranta on érige des pieux et des chevaux de frise et on envoie 112 soldats pour protéger la place commerciale.
En 1723 les frères Carl Fredrik et Anders Johan Nordenberg sont choisis pour concevoir la forteresse avec Jacob Johan Faber.
La majorité des travaux de construction sont réalisés entre 1722 et 1728.
Quand le parti des chapeaux monte au pouvoir à la fin des années 1730 il alloue des financements supplémentaires pour l’extension de la fortification qui sera dirigée par Adamn Reinhardt Brunow.
Cependant les travaux de fortification sont interrompus par l’éclatement de la petite rage.

### La garnison russe 1743-1812
Au début de la domination russe, les régiments de gardes-frontières changent souvent.
Les fortifications de Lappeenranta sont rénovées dès les années 1750.
Dans les années 1790, la forteresse passe sous le commandement d'Alexandre Souvorov qui continue les travaux d’extension dans le cadre du système de fortification du sud-est de la Finlande.
Durant la Guerre russo-suédoise la flotte du Saimaa (fi) devient la troisième garnison de Lappeenranta.
Pendant la période russe on construit aussi l'église orthodoxe de Lappeenranta.
Bâtie en 1785, c'est la plus ancienne église orthodoxe de Finlande.

### Le camp de prisonniers de guerre
Après la guerre civile finlandaise, la Garde blanche (Finlande) installe dans la forteresse le camp de prisonniers de Lappeenranta, dont la mauvaise réputation est venue des exécutions arbitraires qui s'y produisirent.
Le camp a compté près de 3 000 gardes rouges prisonniers dont environ 500 ont été exécutés.

## Biographie
- (fi) Lappeenrannan linnoitus- ja varuskuntakaupunki, Museovirasto (lire en ligne)